# 潜水员戴夫
《潜水员戴夫》是由NEXON旗下子公司Mintrocket开发的采用像素画风格的动作冒险类角色扮演电子游戏。开发商于2023年6月发行了macOS和Windows版本，并于10月发行了任天堂Switch版本，於2024年4月16日發行了PlayStation 4及PlayStation 5版本。

## 劇情大綱
當潛水員戴夫在海灘度假時，他接到朋友克布拉來電，克布拉發現了一處神秘海域「藍洞」，每次下潛時，該處海域的環境都會發生變化，而且內部棲息著來自五湖四海的各種魚類，克布拉認為商機巨大，便請壽司師傅班喬在藍洞旁開設壽司店，讓戴夫潛水捕魚供應食材，準備海撈一票。自此，戴夫便過著白日捕魚、晚上經營壽司店的生活，只是藍洞偶爾發生的地震，讓戴夫不太安心。
隨著故事進展，戴夫結識了多位夥伴，包括協助戴夫製作槍枝的御宅族武器商達飛、班喬以前的同事佳惠、喜歡蒐集海洋卡的佐藤、魚塭和農地的主人奧托以及專門研究魚人族文明的培根博士，此外戴夫也與環保團體海藍團結下樑子。戴夫發現藍洞下藏有魚人族的蹤跡，並在培根博士的幫助下發現魚人村，在取得魚人村村民信任後，魚人族的族長天進述說了魚人的歷史。
天進表示，魚人文明立基於一種特殊的「建木果實」，而過去曾有學者將此果實用於改造魚人，由於實驗失敗，產生了宛如殭屍的魚人「加頓」，並認為這可能是藍洞的潛在危機。戴夫進入魚人村底下的冰河通道，解開重重機關後進入冰河神殿，發現在控制室內有一隻因為改造而碩大無比的奇蝦，而這也是接連地震的原因。在達飛、培根、魚人族的協助下，戴夫順利擊敗了奇蝦，讓藍洞重歸寧靜，戴夫也回到壽司店與好友們慶祝勝利。

## 玩法
本作融合了经营类、动作冒险类和角色扮演类游戏的元素。在游戏中，玩家控制肥胖的潜水员戴夫下海捕鱼、完成任务并管理一家寿司店。

## 开发
本作在2022年10月开始抢先体验，正式发售于2023年6月。

## 评价
根据综合评论网站Metacritic，本作获得了正面的评价。 它的销量也在十天内超过了一百万套。网络上有传闻认为游戏主角的名字致敬了澳大利亚潜水员戴夫·肖，不过开发者表示只是巧合。

## 獎項
雖然《潜水员戴夫》的開發商Mintrocket完全由樂線擁有，但多位評論員和出版物仍將該遊戲稱為「獨立遊戲」。 該遊戲曾被提名為2023年遊戲大獎的「最佳獨立遊戲」類別以及2023年金搖桿獎的「最佳獨立遊戲」類別。 雖然它未能贏得任何獎項，但這些提名引發了批評，認為其入圍可能阻止了其他獨立遊戲被提名，並引發了關於如何定義獨立遊戲的辯論。
對於該遊戲的提名，遊戲大獎的主辦人傑夫·吉斯利表示「獨立可以對不同的人意味著不同的事情，這是一個相當廣泛的術語，對吧？」 該遊戲的導演Jaeho Hwang則表示，他並不認為該遊戲是獨立遊戲。
| 年份 | 頒獎典禮                           | 獎項類別                           | 結果         | 来源          |
| ---- | ---------------------------------- | ---------------------------------- | ------------ | ------------- |
| 2023 | 金搖桿獎                           | 最佳獨立遊戲                       | 提名         | [ 12 ]        |
| 2023 | 金搖桿獎                           | 年度PC遊戲                         | 提名         | [ 12 ]        |
| 2023 | 金搖桿獎                           | 最佳遊戲預告片 (Accolades Trailer) | 提名         | [ 12 ]        |
| 2023 | 2023年遊戲大獎                     | 最佳獨立遊戲                       | 提名         | [ 18 ]        |
| 2023 | Steam大獎                          | 放鬆心情獎                         | 獲獎         | [ 19 ]        |
| 2024 | 第27屆D.I.C.E.大獎                 | 年度冒險遊戲                       | 提名         | [ 20 ] [ 21 ] |
| 2024 | 第27屆D.I.C.E.大獎                 | 遊戲設計傑出成就                   | 提名         | [ 20 ] [ 21 ] |
| 2024 | 第27屆D.I.C.E.大獎                 | 故事傑出成就                       | 提名         | [ 20 ] [ 21 ] |
| 2024 | 第24屆遊戲開發者選擇獎             | 年度最佳遊戲                       | 提名         | [ 22 ] [ 23 ] |
| 2024 | 第24屆遊戲開發者選擇獎             | 最佳首秀                           | 提名         | [ 22 ] [ 23 ] |
| 2024 | 第24屆遊戲開發者選擇獎             | 最佳設計                           | 榮譽提名     | [ 22 ] [ 23 ] |
| 2024 | 第24屆遊戲開發者選擇獎             | 創新獎                             | 榮譽提名     | [ 22 ] [ 23 ] |
| 2024 | 第24屆遊戲開發者選擇獎             | 觀眾票選獎                         | 提名         | [ 22 ] [ 23 ] |
| 2024 | 第20屆英國電影和電視藝術學院遊戲獎 | 最佳遊戲                           | 提名         | [ 24 ] [ 25 ] |
| 2024 | 第20屆英國電影和電視藝術學院遊戲獎 | 最佳首秀遊戲                       | 提名         | [ 24 ] [ 25 ] |
| 2024 | 第20屆英國電影和電視藝術學院遊戲獎 | 最佳家庭遊戲                       | 提名         | [ 24 ] [ 25 ] |
| 2024 | 第20屆英國電影和電視藝術學院遊戲獎 | 最佳遊戲設計                       | 獲獎         | [ 24 ] [ 25 ] |
| 2024 | 第20屆英國電影和電視藝術學院遊戲獎 | 最佳知識產權                       | 提名         | [ 24 ] [ 25 ] |
| 2024 | 第20屆英國電影和電視藝術學院遊戲獎 | 最佳敘事                           | 入圍初选名单 | [ 26 ]        |